# 472
Cette page concerne l'année 472  du calendrier julien. Pour l'année 472 av. J.-C., voir 472 av. J.-C. Pour le nombre 472, voir 472 (nombre).
L'année 472 est une année bissextile qui commence un samedi.

## Événements
- Février : Acace (Akakios) devient patriarche de Constantinople (472-489)[1].
- 23 mars : le général barbare Ricimer, rompant avec Anthémius, proclame un nouvel empereur d'Occident, Olybrius, gendre de Valentinien III qui, soutenu par les Vandales, se présente devant Rome à la tête d’une armée. Anthémius résiste pendant trois mois, puis est fait prisonnier[2].
- 11 juillet : Anthémius est mis à mort (par son beau-fils Gondebaud, futur roi de Burgondie, selon Jean d'Antioche). Gondebaud devient patrice d’Olybrius quarante jours plus tard[3].
- 6 novembre : éruption du Vésuve. Il éjecte un tel volume de cendre que des retombées sont rapportées aussi loin que Constantinople[4].

- En Chine, Song Mingdi (nom personnel Liu Yu), surnommé Le Porc, lègue le trône de Nankin au fils de son favori, âgé de 10 ans. Le jeune empereur fait preuve d'une rare violence et est assassiné sur ordre de son ministre en 477[5].

## Naissances en 472
- Rivod, comte breton de Cornouaille (date supposée).

## Décès en 472
- 11 juillet : Anthémius, empereur d'Occident[3].
- 18 août : Ricimer, faiseur d'empereurs d'Occident[3].
- 23 octobre : Olybrius, empereur romain d'Occident[2].
- Quitterie, martyre chrétienne.